# Bătrâni (gmina)
Bătrâni – gmina w Rumunii, w okręgu Prahova. Obejmuje miejscowości Bătrâni i Poiana Mare. W 2011 roku liczyła 2147 mieszkańców.